# Salsa Pickapeppa
La salsa pickapeppa, también conocida como salsa de tomate jamaicana, es un condimento de marca típico de la cocina jamaicana, el producto principal de Pickapeppa Company, fundada en 1921. Se elabora en Shooters Hill, Jamaica, cerca de Mandeville. Los ingredientes (en orden en la etiqueta del producto) son: vinagre de caña, azúcar, tomates, cebollas, pasas, sal marina, jengibre, pimientos, ajo, clavo, pimienta negra, tomillo, mangos y piel de naranja, añejados en barricas de roble. La salsa es dulce, agria y ligeramente picante. La compañía fabrica varias variantes de la salsa, que incluyen mango y variedades de pimiento Scotch Bonnet, el cual es muy picante.
Un uso tradicional de la salsa es verterla sobre un bloque de queso crema, y untarlo sobre galletas.
Una notable fanática de la salsa Pickapeppa es la supermodelo Naomi Campbell, que lleva una botella con ella.